# Mylaine Demers
Mylaine Demers, née en 1972, est une auteure franco-ontarienne originaire de Hawkesbury, vivant maintenant à Rockland. 

## Thématique et esthétique
Enseignante de métier, Mylaine Demers écrit afin de partager l'histoire de la communauté franco-ontarienne,.

## Œuvres
- Mon père, je m'accuse (1996), roman historique, L'Interligne,  (ISBN 978-2-921463-13-3)[3]
- Délivrances (1999), roman historique, L'Interligne,  (ISBN 978-2-921463-24-9)
- La Rencontre (2003), avec B. Lévesque, littérature jeunesse, Vermillon,  (ISBN 9781894547574)[4]
- Caresse et Bizou, littérature jeunesse, Vermillon[5]
- Vacances vertigineuses (2008), littérature jeunesse, CFORP[6]
- Partie remise (2009), littérature jeunesse, CFORP[7]
- En chœur pour Haïti (2011), littérature jeunesse, CFORP[8]